# 上海市长宁区适存小学
上海市长宁区适存小学（前北新泾小学）位于中華人民共和國上海市长宁区，是由潘之绶、王子仁、沈宝寅等建于1905年，當時在上海县北新泾镇西大街156弄44号的关帝庙作为校舍，占地13.3亩，建筑面积3912平方米，现位于泉口路118号。校名取自于严复的《天演论》，校牌由李钟元书写，学校曾数次易名和沿革為启蒙学塾、蒲淞区第一高等小学（1918年）、上海县立代用小学（1924年）、上海县立第五小学（1925年）、上海特别市市立适存小学（1927年）、市立适存国民小学（1945年）、第二次中日戰爭时期校舍毁于日军炮火。后改称北新泾小学、新泾区中心小学（1950年）、西郊区第一中心小学、上海县北新泾镇小学（1978年）、北新泾镇中心小学、北新泾中心小学、长宁区北新泾小学，1984年划归长宁区并由政府新增了校舍，1998年学校成立击剑项目（后于2004年作为射箭后备人才培养基地），2002年北新泾小学与新剑小学合并同时迁至泉口路118号，该校舍建成于1995年，占地9022平方米，建筑面积7661.15平方米，绿化面积2888平方米，2005年学校建校百年校庆时期从北新泾小学恢复原名适存小学。2012年利用已有的楼作为学校少年宫楼，2018年成立适存教育集团时期学校加入该集团，校长为曹永邹，副校长为王艳。2019年12月学校照明系统商获得全国首张教室健康照明环境认证。